# Grande grève de 1905 en Finlande

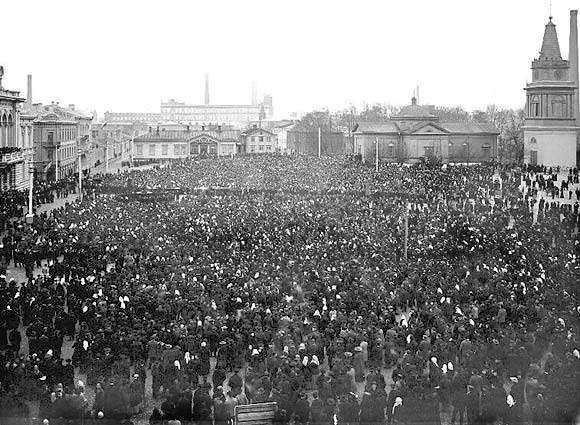
Manifestation sur la place centrale de Tampere en octobre-novembre 1905.

Suurlakko est une grève générale révolutionnaire qui a eu lieu en  octobre-novembre 1905 dans l'Empire russe et le grand-duché de Finlande.